# Ločljivost zaslona
Ločljivost zaslona oziroma kakovost prikaza je število uporabljenih pik oz. pikslov (pixel, picture element - slikovni element, oziroma posamezna pika na zaslonu) na elektronskem zaslonu. Manjši kot je piksel, večja je ločljivost. Znotraj omejitev ločljivosti, ki jih dovoljuje zaslon, lahko uporabnik ločljivost in s tem kakovost prikaza po potrebi spreminja. Na enak način lahko uporabnik spreminja tudi število barv.